# Tanja Wedhorn
Tanja Wedhorn, née le 14 décembre 1971 à Witten, est une actrice allemande. Elle étudie le théâtre à l'université des arts de Berlin et vit à Berlin. Elle a deux fils.
En 2005, elle reçut un Romy en Autriche dans la catégorie Actrice la plus populaire.